# 淡黑歐白魚
淡黑歐白魚（学名：Alburnus caeruleus）為輻鰭魚綱鯉形目雅羅魚科歐白魚屬的其中一種，被IUCN列為易危保育類動物，分布於亞洲伊拉克、敘利亞、土耳其的底格里斯河及幼發拉底河流域，體長可達9.2公分，棲息在底中層水域，生活習性不明。

## 扩展阅读
維基物種上的相關：淡黑歐白魚